# Rajndol
Rajndol je naselje v občini Kočevje.